# Катастрофа Ми-4А 2 февраля 1988 года
Катастрофа Ми-4А 2 февраля 1988 года — авиационная катастрофа, произошедшая 2 февраля 1988 года в Каларском районе Читинской области СССР с вертолётом Ми-4А авиакомпании Аэрофлот. Вертолёт выполнял транспортно-связной полёт по маршруту аэродром Чара — район реки Куда-Малая по обслуживанию оленеводческой бригады № 5 совхоза «Чарский». Погибли все находившиеся на борту 8 человек, после чего Министерство гражданской авиации Советского Союза прекратило эксплуатацию вертолётов данного типа.

## Вертолёт
Ми-4А с бортовым номером 63816 (заводской — 06188, серийный — 188-06) был выпущен Казанским вертолётным заводом 30 ноября 1967 года. 28 сентября 1978 года был передан в Узбекское Управление гражданской авиации (УГА) Аэрофлота, в 1986 году передан в Восточно-Сибирское УГА, Нижнеудинский Объединённый авиационный отряд (ОАО). На момент катастрофы борт 63816 имел 8149 часов налёта.

## Катастрофа
В 1968 году производство вертолётов типа Ми-4 было окончательно прекращено в пользу новой модели вертолёта Ми-8. Однако в 1970-80-е годы многие из них всё ещё эксплуатировались Управлениями гражданской авиации Министерства гражданской авиации СССР.
Экипаж выполнял транспортно-связной полет по маршруту аэропорт Чара — район реки Куда-Малая по обслуживанию оленеводческой бригады № 5 совхоза «Чарский». Взлёт в АП Чара произведён в 06:26 мск. На борту находилось 5 пассажиров, в том числе двое детей, и 420 кг груза (домашние вещи). Посадка планировалась на стойбище бригады № 5 в районе реки Куда-Малая. Полётный вес и центровка вертолёта соответствовали установленным нормам. Прогнозируемая и фактическая погода по району полета не препятствовали его выполнению.
На снижении при заходе на посадку в районе реки Куда-Малая днем в простых метеоусловиях произошёл отказ продольного управления. Вертолёт перешел в неуправляемое снижение, столкнулся со склоном горы крутизной около 45° на высоте 975 м в распадке реки Куда-Малая и полностью разрушился. Экипаж и пассажиры погибли. Пожара не было. Катастрофа произошла в 07:18 мск в 53 км с А=70° от населённого пункта Муя.

## Причина
Комиссия установила, что через 40 минут полета вертолёт был переведён на снижение с высоты 2700 м. На 52-й минуте полета, на удалении 1,5 — 2 км от посадочной площадки, в процессе выполнения захода на площадку с целью её осмотра у вертолёта появились самопроизвольные колебания по тангажу, что привело к возникновению аварийной ситуации. С целью выполнения вынужденной посадки на относительно ровную площадку, расположенную в долине реки, экипаж выполнил левый разворот. Однако в силу потери продольного управления вертолёт одновременно с входом в левый разворот самопроизвольно перешёл на кабрирование с завалом автомата перекоса назад, что сопровождалось энергичным гашением поступательной скорости. В дальнейшем неуправляемый в продольном отношении вертолёт под воздействием аэродинамических и инерционных сил и моментов перешел на пикирование, с большой вертикальной скоростью и отрицательным углом тангажа около 90° столкнулся с землей и разрушился.
При осмотре элементов конструкции вертолёта на месте авиапроисшествия обнаружено рассоединение качалки продольного управления в добустерной части с качалкой управления командным золотником гидроусилителя БУ-10П продольного управления. Рассоединение произошло из-за выпадения соединительного болта. Организованными поисками болт, шайба, гайка и шплинт не обнаружены.
26 ноября 1987 года на данном вертолёте на оперативной точке Чара производилась замена гидроусилителя продольного управления авиатехником, не имевшим допуска к самостоятельному выполнению этих работ, и без соответствующих на то указаний и контроля со стороны авиатехника-бригадира, отдела технического контроля (ОТК) и инженерного состава авиационно-технической базы (АТБ). На оперативной точке отсутствовали техкарта на замену гидроусилителя и тарировочные ключи для затяжки соединений. Прибывшим на оперативную точку (3 декабря) для контроля выполнения технического обслуживания по Ф-3 другим авиатехником-бригадиром грубейшие нарушения требований технологических указаний на замену гидроусилителя своевременно выявлены не были, что и привело к отказу продольного управления в полёте. Наработка гидроусилителя после замены составила 128 часов 35 минут.
Наиболее вероятной причиной выпадения соединительного болта комиссия рассматривала установку в соединении шплинта меньшего диаметра, чем требуемый, но подтверждения этому не найдено и в заключение комиссии эту формулировку было решено не включать.
Выводы: в полете произошёл отказ продольного управления вертолётом из-за рассоединения в добустерной части качалки продольного управления с качалкой управления командным золотником гидроусилителя БУ-10П продольного управления. Причиной рассоединения в данном узле послужил низкий уровень технологической дисциплины исполнителей при замене гидроусилителя продольного управления БУ-10П и отсутствие контроля за производством работ в АТБ Нижнеудинского ОАО.
Заключение: катастрофа вертолёта произошла по причине потери продольной управляемости в полете из-за выпадения соединительного болта в добустерной части качалки продольного управления с качалкой управления командным золотником гидроусилителя БУ-10П продольного управления. Выпадение болта произошло в результате нарушения пункта 10.2.3 «Наставления по технической эксплуатации и ремонту авиационной техники гражданской авиации 1983 года» и «Технологических указаний по выполнению регламентных работ на вертолёте Ми-4».

## Последствия
После данной авиакатастрофы Министерством гражданской авиации СССР было принято решение снять с эксплуатации Аэрофлота и списать все оставшиеся вертолёты типа Ми-4, поскольку многие из них, построенные в середине-конце 1960-х годов, были уже в неудовлетворительном техническом состоянии и дальнейшая их эксплуатация была признана нецелесообразной и опасной.